# Бич, Иван Андреевич
Иван Андреевич Бич (1881, д. Есьмановцы, Воложинский район — октябрь 1919) — участник Гражданской войны в России.

## Биография
Окончил Молодечненскую учительскую семинарию. Участник Революции 1905-07 гг . Скрываясь от полиции, уехал в Сибирь. Член РСДРП(б) с 1917. После Октябрьской революции член Красноярского губревкома. Для борьбы с Колчаком в с. Шиткино Канского уезда организовал партизанский отряд, в составе которого участвовал в восстании, которое охватило 13 волостей.
Более 1000 партизан, среди которых были переселенцы из белорусских губерний, совершали боевые операции против Всероссийского правительства Колчака. Диверсиями на участке Тайшет — Тулун Сибирской железной дороги они срывали обеспечение белогвардейцев, создали так называемую «тайшетскую затычку». Бич был комиссаром шиткинских партизан, возглавлял лыжный отряд.
Во время боевой операции в сентябре 1919 года попал в плен и после пыток повешен. Его старший брат, Арсентий Андреевич Бич, тоже был расстрелян. 
В Тайшете поставлен памятник Бичу, его именем названа средняя школа. Одна из улиц названа в его честь. Так же в городе Бирюсинск есть улица названа в его честь.